# Rika Adachi
Rika Adachi (足立 梨花, Adachi Rika), née le 16 octobre 1992, est une mannequin tarento et actrice japonaise,. Le 26 juin 2023, elle annonce son mariage avec Tatsu de Hand Sign,.

## Filmographie sélective

### Cinéma
- 2014 : Aiko Muto dans Say I Love You de  Asako Hyuga[5]
- 2015 : Kaori dans Ghost Theatre de Hideo Nakata[6]